# Forêt de pierres rouges
Le géoparc naturel de la forêt de pierres rouges (chinois : 红石林国家地质公园 ; pinyin : Hóngshílín guójiā dìzhì gōngyuán, anglais : Red Stone Forest National Geopark) ou plus simplement Forêt de pierres rouges ou Hong shilin (红石林), est un Géoparc et un parc naturel, situé dans le bourg de Hongshilin, xian de Guzhang, dans la province du Hunan, en République populaire de Chine. Ce parc a ouvert le 18 septembre 2008 et en 2013 il a obtenu le label national 4A des sites touristiques de Chine.

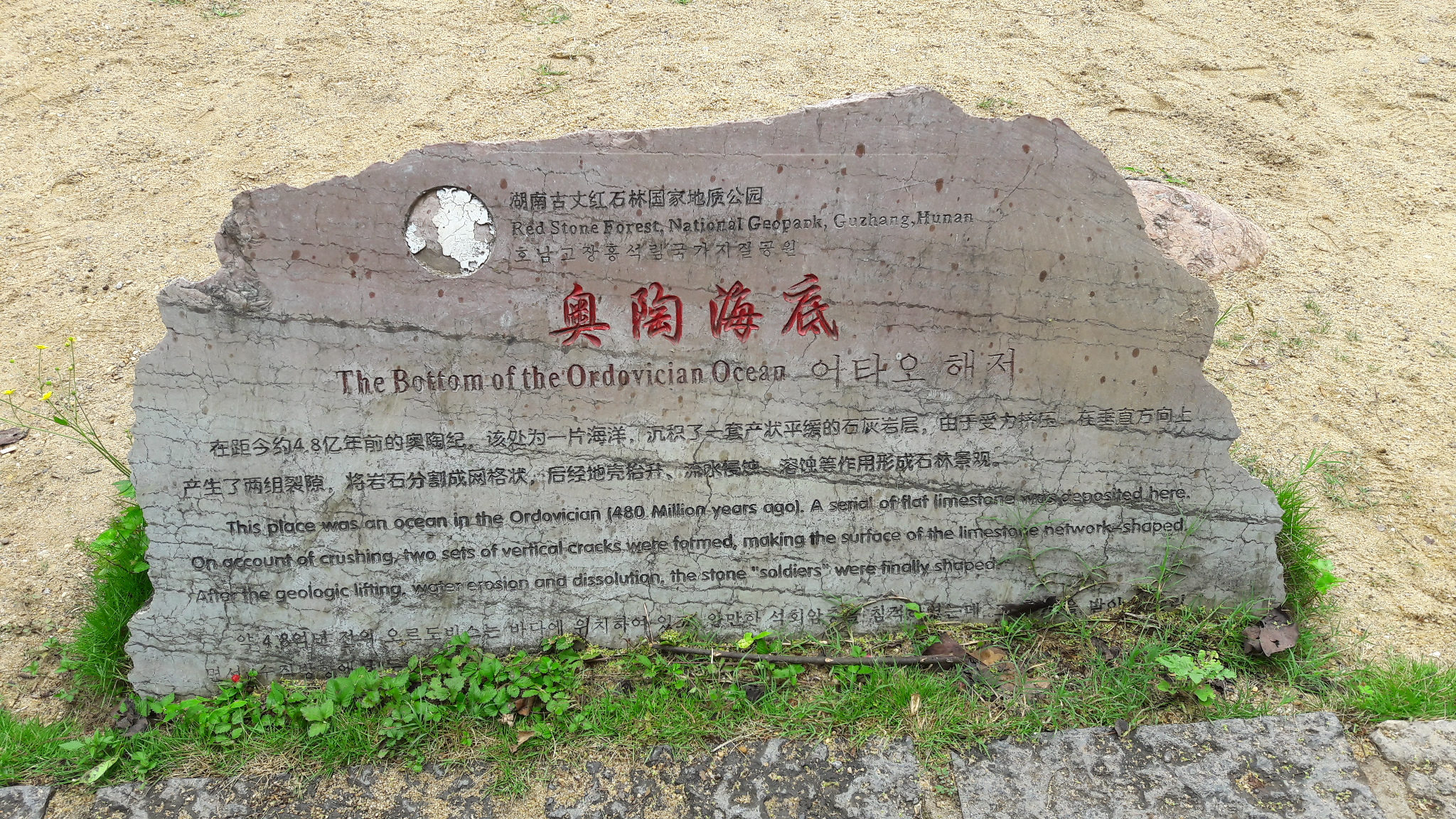
Plaque indiquant le fond de l'océan ordovicien.

Il était situé, il y a 480 millions d'années, au fond de l'océan de l'Ordovicien (奥陶海底), durant l'ère Paléozoïque. Ces étonnantes structures calcaires ont été sculptées par l'érosion différentielle des couches calcaires plus tendres ou plus résistantes après le retrait de l'océan.
La couleur rouge de la roche carbonatée est due aux impuretés qu'elle contient en plus du carbonate de calcium (CaCO3).
Le parc comporte deux mares, la mare céleste et la mare terrestre, ainsi que différentes fosses, comme le nid du dragon.
Le parc comporte également une aire de jeu permettant de pratiquer une sorte de parcours du combattant.

## Galerie

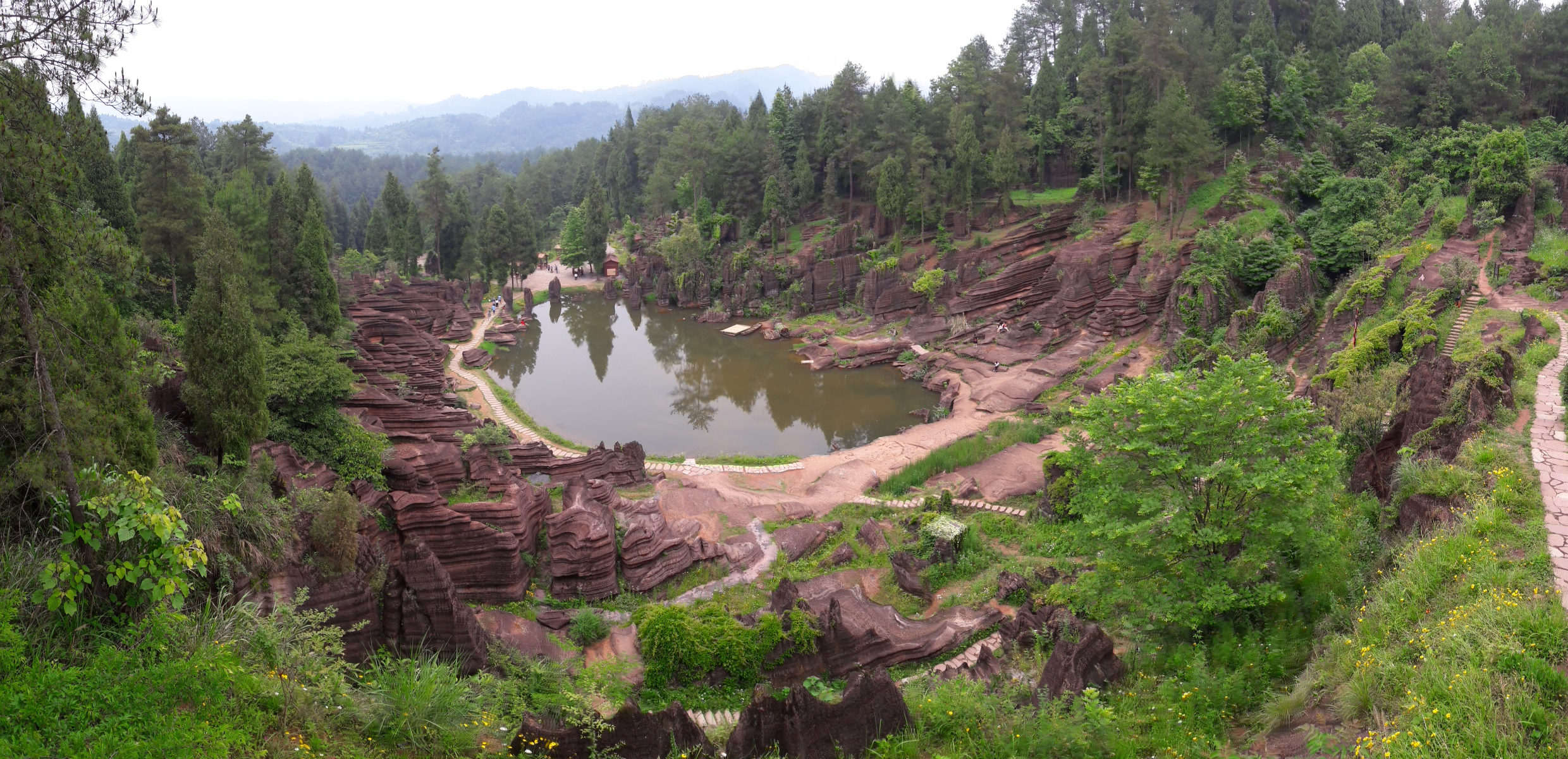
Mare céleste (天池)
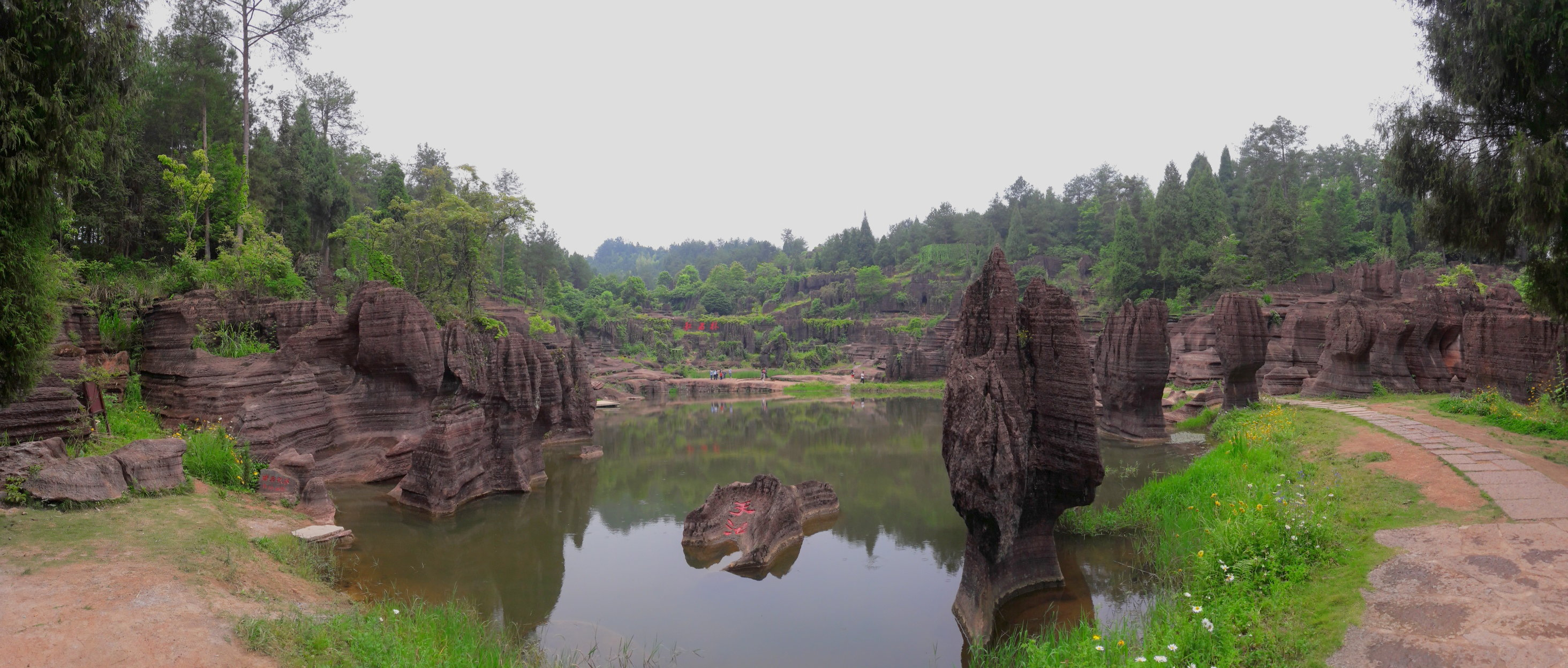
Mare céleste
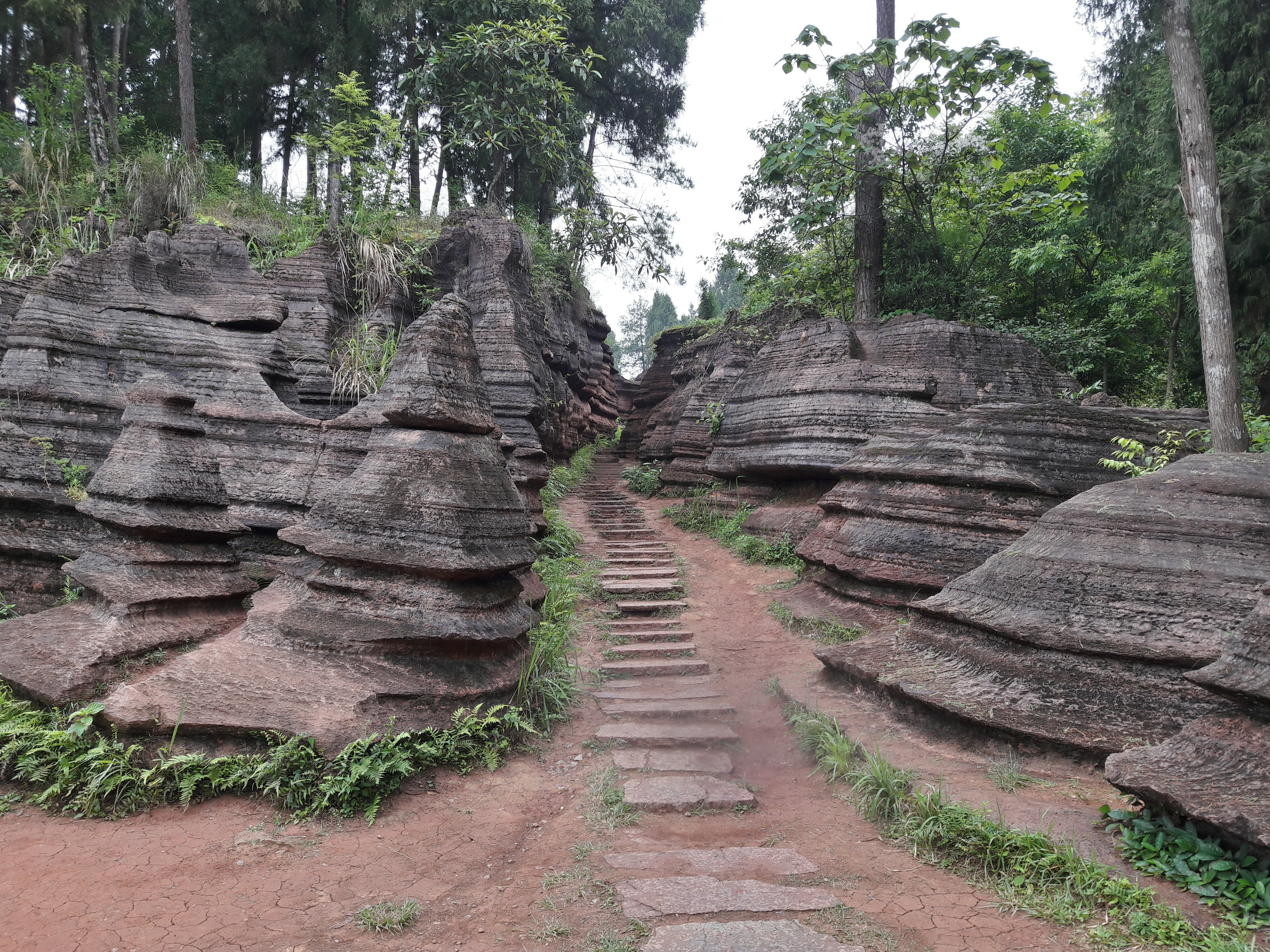
Sentier au milieu des pierres
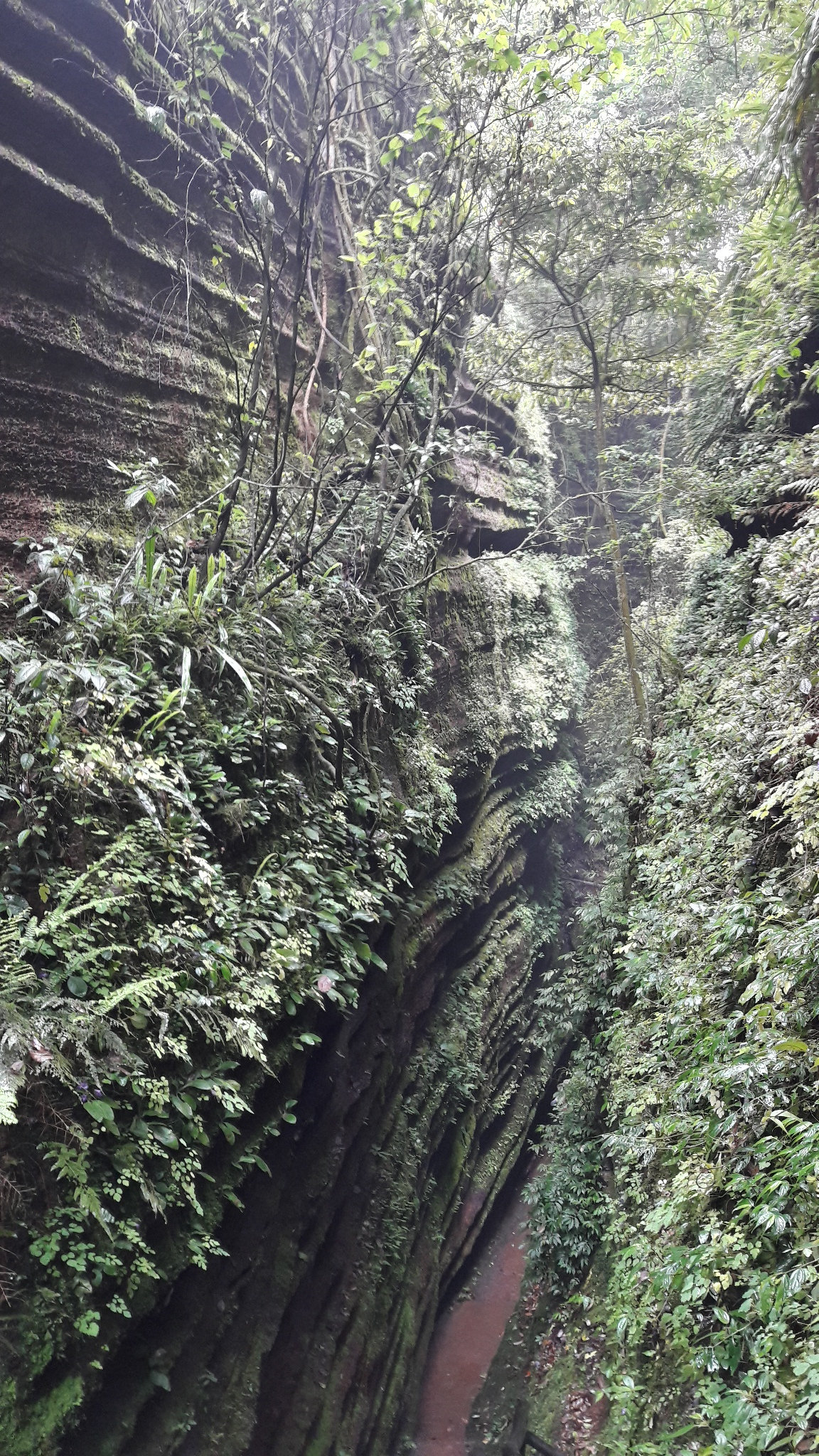
Le nid du dragon
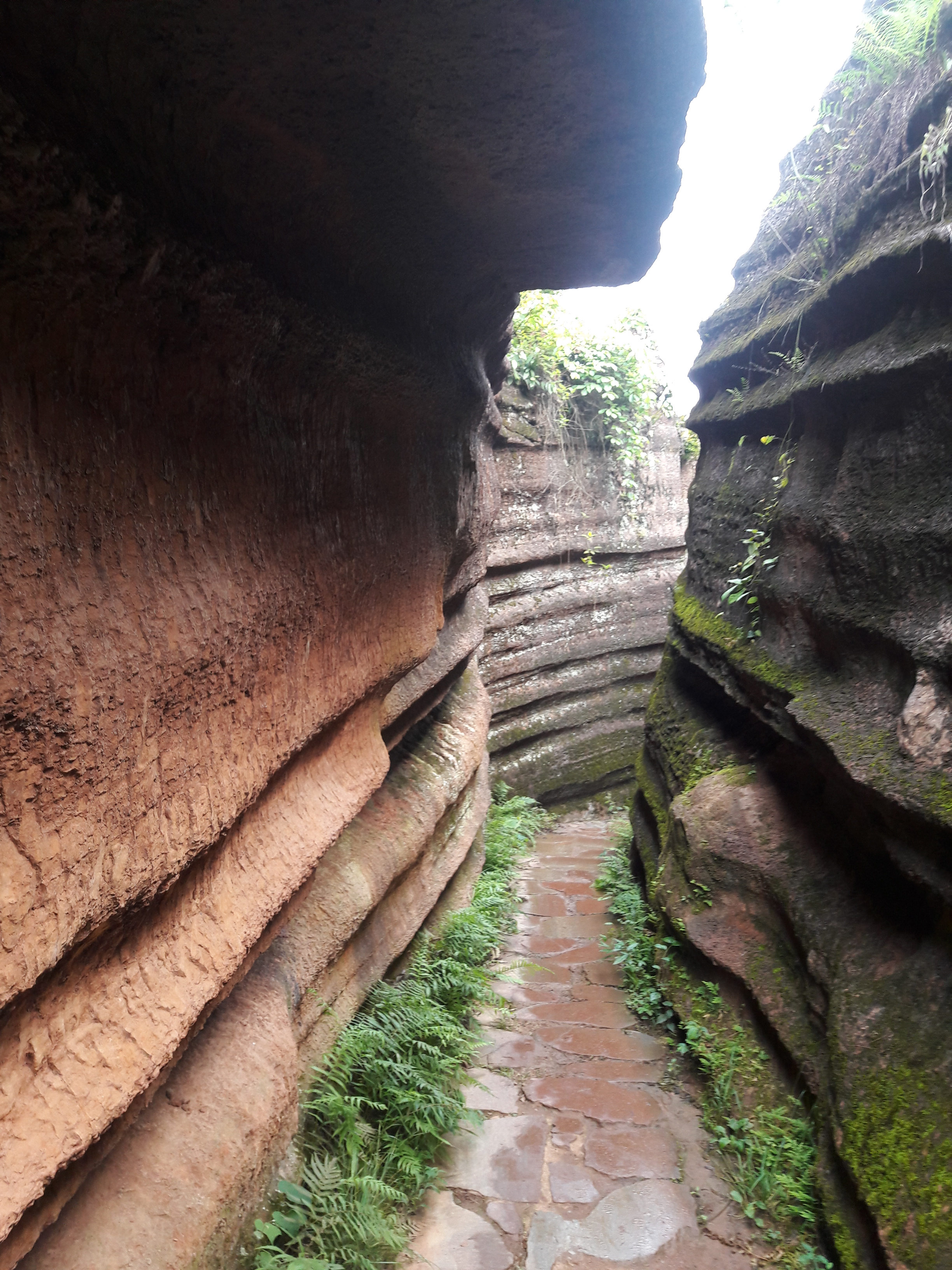
Passage étroit